# Mojsze Lejb Halpern
Mojsze Lejb Halpern (ur. 2 stycznia 1886 w Złoczowie, zm. 31 sierpnia 1932 w Nowym Jorku) – żydowski poeta tworzący w języku jidysz, malarz i grafik.
Był związany z nowojorską grupą literacką Di Junge. Jednym ze stałych motywów jego twórczości było wyobcowanie jednostki w wielkomiejskim środowisku Nowego Jorku, często specyficzne dla losu żydowskiego emigranta. Refleksji egzystencjonalnej towarzyszą nierzadko zjadliwy sarkazm oraz surrealistyczne wizje. Wydał zbiory poezji In Niu Jork (1919) oraz Di goldene pawe (1924). Pozostałe jego utwory ukazały się w dwóch tomach Mojsze Lejb Halpern (1934). Polskie przekłady jego utworów ukazały się w antologiach poezji żydowskiej z 1980 i 1983 roku.

## Życiorys
Jego dziadek był przewodniczącym gminy żydowskiej w Busku. Syn Ajzyka Halperna i Pesl, miał czwórkę rodzeństwa. 
Uczęszczał do chederu, następnie także do szkoły podstawowej fundacji barona Hirscha. Uczył się malarstwa, w 1898 roku został wysłany w tym celu do Wiednia. Spędził tam osiem lub dziewięć lat, zainteresował się sportem, był m.in. pływakiem oraz piłkarzem. Zajmował się także studiowaniem literatury niemieckiej, m.in. pod wpływem Friedricha Nietzsche, Detleva von Liliencrona i Richarda Dehmela zaczął pisać własne teksty, publikując je we wiedeńskiej prasie żydowskiej, związał się także ze środowiskiem niemieckich socjalistów.
W 1907 roku powrócił do Złoczowa, gdzie spotkał się z Samuelem Imberem i Jakubem Mestlem. Próbował opublikować wiersze swojego autorstwa w „Lemberger Togblat”, redaktor nie opublikował jednak jego poezji. Jego wiersze zostały ostatecznie opublikowane w czasopiśmie, gdy podpisał je nazwiskiem siostry – Fridy. W związku z tym był skonfliktowany z redaktorem czasopisma, Mojżeszem Kleinmanem. Swoje wiersze publikował także m.in. w gazecie „Der jidiszer arbeiter”.
W 1908 roku, prawdopodobnie w celu uniknięcia poboru, wyemigrował do Stanów Zjednoczonych. Przed wyjazdem wziął jeszcze udział w konferencji w Czerniowcach. Zamieszkał w Nowym Jorku, gdzie początkowo podjął pracę jako kelner. Podczas pierwszego okresu pobytu w Stanach Zjednoczonych żył w biedzie. Publikował m.in. w czasopismach „Jidiszer Kemfer”, „Dos Jidisze Folk” i „Fraje Arbeter Sztyme”. W 1912 roku wyjechał do Montrealu, gdzie brał udział w wydawaniu czasopisma „Folkscajtung”. Od 1921 roku współpracował z nowojorskim, żydowskim czasopismem komunistycznym „Di Frajhajt”. W 1924 roku odszedł z czasopisma w wyniku konfliktu. Był również redaktorem czasopisma „Otem”. 
W 1923 roku urodził mu się syn, Ajzyk. W latach 1927–1929 wraz z rodziną mieszkał w Los Angeles, cierpiał jednak na depresję i nie tworzył wówczas zbyt dużo. W 1929 roku przeniósł się do Nowego Jorku, gdzie zamieszkał w dzielnicy Bronx. Zajął się malarstwem, tworząc portrety i autoportrety. Na krótko związął się z czasopismami „Di Woch” i „Der ojfkum”. 31 sierpnia 1932 roku doznał zawału serca, został przewieziony do szpitala na Brooklynie, gdzie zmarł.